# Cratere Centlivre
Centlivre  è un cratere sulla superficie di Venere. Deve il suo nome alla drammaturga inglese Susanna Centlivre.